# 二銭銅貨
『二銭銅貨』（にせんどうか）は、1923年（大正12年）に江戸川乱歩が発表した短編推理小説。探偵小説家江戸川乱歩のデビュー作となった。

## あらすじ
ある電機会社の工場の給料日に、有名な紳士盗賊が新聞記者に変装し、5万円を盗むという事件が起こる。賊は捕まり懲役となるが、5万円の行方については一切白状しないままとなっている。
「私」とその友人、松村武は場末の下駄屋の2階の六畳に同居する貧窮青年で、二人がその賊をうらやましく思っていたある日、松村が突然「私」が机の上に置いていた二銭銅貨はどこで手に入れたものだと訊いてくる。「私」は近所の懇意な煙草屋でお釣りにもらってきたもので、そこの娘さんは監獄への差入屋に嫁いでいてなかなか美人だとか言う。それを聞いた松村はある研究に没頭しはじめる。金もないのに按摩を呼んだり妙だと思っていると、ある日、商人に扮した姿で戻ってきて、俺は頭がいいと大得意になりながら次のように語る。あの二銭銅貨は容器になっており、中に南無阿弥陀仏の文字が切れ切れにつづられた紙切れが入っていた。それはあの賊が仲間に5万円の隠し場所を伝えるための暗号で、それが煙草屋の娘を経由してここに来たのだ。その暗号を見事に自分は解いた。それは点字を利用したものでそのために按摩を呼んで話を聞いていたのだ。事実5万円は今このかばんの中にあると松村は得意満面にいう。それを聞いた「私」は爆笑して、その暗号の解いた文章はまた暗号になっているのではないかといい、さらに別の答えを指し示す。愕然となった松村が鞄の中を見てみると、それはオモチャの札であった。すべては「私」が頭の良さを競い合っていた松村をかついだイタズラだったのだ。しかし「私」は、最後に、容器となっている二銭銅貨を誰から手に入れたかは聞かないでくれと読者にいう。

## おもな登場人物
私
下駄屋の二階の六畳に下宿してゴロゴロしている無職の青年。
松村武
「私」の友人で、下宿の同居人。二銭銅貨に隠された暗号文を解読する。
紳士盗賊
新聞記者に化け、まんまと工場の給料を盗み出す。盗んだ五万円の在処を吐かずに刑務所入りとなる。

## 作品解説
1922年（大正11年）9月に執筆され、1923年（大正12年）に雑誌『新青年』（博文館）四月増大号に掲載された。初出時、戦前は本字で『二錢銅貨』。江戸川乱歩のデビュー作であり、日本最初の本格探偵小説ともいわれる作品である。
内容は乱歩が傾倒したポーの『黄金虫』を彷佛とさせる暗号物である。作中の松村のセリフで「ポオのGold Bug」や、アーサー・コナン・ドイルの『Dancing Men』への言及があり、「Baconの発明したtwo Letter暗号法」（二記号暗号）など暗号に関する蘊蓄が幾らか語られていて、のちに「幻影城」などで内外の推理トリックを紹介する、探偵小説マニアとしての乱歩の片鱗が窺える作品となっている。乱歩は大学時代から暗号に興味を持ち、暗号史を調べていたこともあった。ポーに私淑していた乱歩は、「エドガー・アラン・ポー」をもじった「江戸川乱歩」を本作で自らの筆名とした。

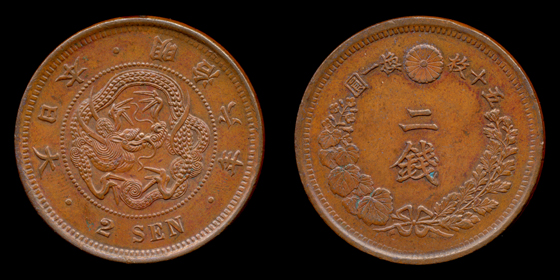
明治から昭和初期にかけて流通した二銭銅貨

本作の暗号は換字法（Substitution Cipher）の一種（コード（Code）と換字法を組み合せたもの）に、さらに分置式暗号も埋め込まれている。
乱歩は小説に知人の姓名を使うことが多く、本作の「松村武」は、鳥羽造船所勤務時代からの友人「松村家武」の名を拝借している。この松村は同時期に執筆された『一枚の切符』にも登場する。松村が奮発して按摩を呼ぶ場面があるが、乱歩自身も按摩が好きで、当時、小遣いを工面して3日に1回は按摩を呼んでいた。作中の点字の暗号も、この按摩から点字を教えてもらったことから着想を得た。
文中の点字は、戦後になって誤りの指摘を受けた（拗音の表記法を誤解したもので、たとえば「チョ」は「拗音符＋ト」とあるべきところを、「チ＋拗音符＋ヨ」と誤っていた）。そのため、乱歩は1961年（昭和36年）に桃源社から全集が出た際にこれを訂正している。ただし、この乱歩による訂正は周知されず、その後に発行された講談社版第1次全集（第1巻所収、1969年）・同第2次全集（第1巻所収、1978年）や角川文庫版（『一寸法師』所収、1973年）などは初出の『新青年』を底本としたため、かえって誤りが残ってしまう結果になった。また、春陽文庫版（『心理試験』所収、1959年）や新潮文庫版（『江戸川乱歩傑作選』所収、1960年）などの文庫本でも増刷時に修正がなされなかったため、1982年（昭和57年）に読者があらためて誤りを指摘するまでの20年あまりの間、初出時の誤りが踏襲され続けてきた。それ以後に新たに版組がされた文庫版などは桃源社版によるなどとし訂正版の暗号によるのを常としているが、岩波文庫版のみ初出の『新青年』版によっているため間違った暗号が掲載されている。三上延の小説『ビブリア古書堂の事件手帖４』はこの暗号の誤りをテーマにしている。
当時、宇野浩二の小説を愛読していた乱歩は、文章については「『何々したところの』といった浩二式文章の影響を多分に受けている」と語っている。
乱歩は本作について、「最初点字と南無阿弥陀仏の組み合わせて暗号を考え、それに二銭銅貨という隠し場所や、偽札の件なんかを付加えたので、暗号が全体の中心になっていて、その外に大して創意はない訳です」と解説している。原稿料は一枚につき、一円（当時）だった。「『新青年』という雑誌が今よりはけちだったし、今程は売れてもいなかったし、無名作家の原稿なんだから一円は当り前でしょう。今考えると馬鹿に廉い気がするが、当時は、元価一枚三厘か五厘の原稿紙が一円に売れる、ボロイ商売だと有り難く思ったことである」と述懐している。原稿料は全部で50円だったが、当時の水準でもこれはかなり安く、生活を支えるほどの金額ではなかった。
文中で「ゴジヤウダン（御冗談）」と解読される暗号があるが、旧仮名遣いを改めた戦後の出版でも、この仮名遣いだけは意味が通らなくなるので改めていない。乱歩はこれを「八字ずつ飛ばして読むと『ご常談』となる所はどうもぎごちない。あれはなかった方がよいと思う」と戦後になって述べている。

### 発表までの経緯
乱歩は大正9年に東京の本郷で弟や友人と古本屋「三人書房」を開き、「智的小説刊行会」を興していた。乱歩はこの古本屋の2階で、友人と一日中探偵小説談議に明け暮れていた。この友人に話し聞かせていた探偵小説のアイディアが、本作の筋立てとなったのである。
乱歩は大正11年7月に化粧品製造業の支配人を辞めて失業し、東京の家を引き払って、妻と赤子とともに大阪の父親の家に転がり込んでいた。貧窮の中の乱歩の楽しみは、『新青年』を読んで探偵小説の世界に浸ることだった。『新青年』はポーやフリーマンの海外翻訳や、馬場孤蝶、小酒井不木、保篠竜緒などの探偵随筆を掲載していて、失業中だった乱歩は乏しい小遣いからこれを買って読み、胸を躍らせていた。のちに次のように回想している。
「『新青年』は三回目の増刊を出し、私は乏しい小遣いを割いてこれを買ったのだが、先の二冊の増刊とそれとを前に比べて眺めながら、私はいよいよ探偵小説を書くべき時が来たと思った。失業中のことだから時間は充分にある。もし、その原稿が売れれば、煙草代にも不自由している際、こんな有難いことはない。多年、培ってきた探偵小説への情熱を吐き出すのは今だ、と思った」
失業中の乱歩は「2、3か月の間、本当に何もしないでブラブラしていた」といい、あまりの所在のなさに「十万円欲しいなあ、たった五万円でもいい、そうすれば一万円で家を建てて云々という様な、虫のいい妄想を描く片手間に、小さなお膳だか机だかの前に座って、小さくなって書き上げたのが『二錢銅貨』と『一枚の切符』です」とこのときの様子を語っている。乱歩は東京の団子坂時代に大筋だけ考えていた『二錢銅貨』と『一枚の切符』の二編の推理小説を、2、3日で下書きし、大正11年9月末から10月にかけて手を加えて、改めて原稿用紙に書き写した。数え年29歳の時だった。作中の「私」の貧窮描写、「あの泥棒が羨ましい」といったセリフには、乱歩自身の当時の実態が反映していると言われる。
乱歩はこの二つの原稿を「当時、その方の親玉の様に思った」という馬場孤蝶に送ったが、半月ほどたっても返事がないため、憤懣やるかたない乱歩は、質問を箇条書きにした返信用の葉書を同封した「失礼千万な」封書を再送した。しばらくすると馬場から丁重な返事が来た。「樋口一葉の何回忌とかで長らく旅行中だった」との内容だった。乱歩は「邪推をし過ぎて大しくじりだ。なんともお詫びの仕様がない」とこのときの心境を大正15年に「探偵趣味」で述べている。乱歩は後日大阪から上京した際に馬場を訪ね無礼を詫びたが、馬場は意に介していない様子で、乱歩も安心したという。
なにはともあれ原稿を返送してもらったが、再度馬場に見てくれとも言えず、「探偵小説の本舞台」と認める『新青年』の森下雨村に返送料付きでこの原稿を送った。「すぐに送り返してくるだろう、ざまあみろと思っていた」という。返事はなかなか来ず、「目下原稿山積、急には読めない、『新青年』は翻訳物を主としているから日本人の書いた駄作なんて載せられない」というような葉書が来た。癪に障った乱歩は「読む暇がないなら直ちに送り返してくれ、『新青年』が翻訳物専門くらいのことは百も承知だ、もし幸いにして外国作品の間に混ぜることができたらと思って送ったのだ、駄投書家と一緒にされておたまりこぼしがあるものか」と森下宛に返事を書いた。
乱歩のこの一文にあてられた森下は原稿を一読、その内容の斬新さに驚いた森下は返書で本作を次のように絶賛し、「新青年」掲載の旨を返答した。
『二錢銅貨』を拝見し、すっかり感心させられました。『一枚の切符』も同様一気に拝見し、大変いい作品だと思いました。正直なところ、『新青年』へ載せた外国物の二、三の作などより遙かにいいものだと存じます。これだけの作ならば、無論、私の方へ掲載しても差支えありません」
これには乱歩も「入学試験に一番で合格したほどの喜びを感じ」、「流石に森下雨村眼があると、森下さん、ぐっと好きになった」と大喜びしたという。さらに森下は探偵作家小酒井不木にも本作を見せたところ、小酒井もこれを激賞。こうして本作は大正12年4月、『新青年』4月増刊号に掲載され、探偵作家江戸川乱歩デビューとなったのである。

### 評価
『新青年』に本作が掲載されると、小酒井不木は本作に、次のような賛辞を添えた。
「日本にも外国作品に劣らぬ探偵小説が出なくてはならぬ。私たちは常にこう云っていたのである。が、俄然、そうした立派な作品が現れた。真に外国の作品にも劣らない、いや、或る意味においては外国の作品よりも優れた長所を持った純然たる創作が生れたのである。江戸川乱歩氏の作品がそれである」
また松本清張はこの小説について、次のように述べている。
「発表された彼の処女作ともいうべき『二錢銅貨』は、『あの泥棒が羨ましい。二人のあいだにこんな言葉がかわされるほど、そのころは窮迫していた』という書き出しに始まる。私は初めて『二錢銅貨』を読んだとき、この書き出しの素晴らしさに惹かれたものだった。この一行の文章の中に、これから起る事件を読者に予想させ、しかも、端的に現在の状況を説明している。小説の冒頭の巧みさは、このようなものでなければならない。よく引例される志賀直哉の短篇の冒頭にも匹敵するであろう」

## 収録作品
| 新潮文庫     | 『江戸川乱歩傑作選』                    | ISBN 4-10-114901-1     |
| ちくま文庫   | 『江戸川乱歩全短篇 1』                  | ISBN 4-480-03411-0     |
| 創元推理文庫 | 『日本探偵小説全集 2 江戸川乱歩集』     | ISBN 4-488-40002-7     |
| 春陽文庫     | 『心理試験 他六編』                     | ISBN 4-394-30110-6     |
| 光文社文庫   | 『江戸川乱歩全集 第1巻 屋根裏の散歩者』 | ISBN 4-334-73716-1     |
| 岩波文庫     | 『江戸川乱歩短篇集』                    | ISBN 978-4-003-11811-5 |

ほか多数。

## 改作版
『二銭銅貨』
ポプラ社が発行した少年向けシリーズの『少年探偵・江戸川乱歩シリーズ37　暗黒星』に収録。子供向けに翻案され、原作中の一人物がここでは「無名時代の明智小五郎」になっている。氷川瓏が乱歩の原典を代作したもの。

## 同名の他作品
- 『二銭銅貨』 - 黒島伝治による同名小説。初出時の題名は『銅貨二銭』だった。本作との関連はない。